# 放課後プレイ
『放課後プレイ』（ほうかごプレイ）は、黒咲練導による日本の4コマ漫画作品、およびそれを原作としたメディアミックス作品。現在は続編『制服date』が『楽園 Le Paradis』にて連載中。

## 概要
一組の少年と少女のオタクな日常と恋愛を描く会話劇。
ゲーム雑誌『電撃PlayStation』（アスキー・メディアワークス）の付録漫画冊子である『電撃4コマ』にて連載開始。元は『電撃PlayStation』が募集する「電撃4コマ大賞」の応募作であった。
おおよそ単行本1冊分で1シリーズとなっている。1つのシリーズが終わると登場人物が入れ替わり、「2巻」「3巻」として続くのではなく、『続編』として「放課後プレイ2」「放課後プレイ3」とタイトルが改められる。ただし、それぞれのシリーズは全くの別物ではなく、舞台は同一であり、それぞれの登場人物の間にも交友関係がある。
舞台は同じく黒咲の作品である『レセプタクル』『ユエラオ』『制服date』などと同一であり、一部の登場人物は共通である。
登場人物に名前が与えられないことも特徴の一つであり、便宜上「彼氏」「彼女」などと立場や役割で表記される。
2010年3月25日には最初のシリーズである『放課後プレイ』を題材にしたドラマCDが発売された。
2016年10月、『電撃4コマ』の廃刊により、同誌での連載を終了。
2017年6月、『楽園 Le Paradis』にて続編『制服date』を連載開始。
同年8月、『質六合コミックス』にて『放課後プレイD』を連載開始。

## ストーリー
放課後プレイ
引きこもり気味のオタクである「彼氏」と、照れ屋でSっ気たっぷりの「彼女」の日常を描く。連載前半は2人の仲良し振りが見られるものの、主にはゲームをプレイする2人を中心に描かれている。連載後半では、互いに照れ屋な2人の距離が徐々に縮まっていく様子が描かれる。
放課後プレイ2
真面目なオタクで漫画研究同好会部長である「先輩」と、その後輩である「オレ」の日常を描く。前シリーズ同様、前半ではゲームや漫画、プラモデルなどについて語る2人の様子を中心に描かれ、後半ではそれぞれが自分の気持ちに悩む様子が描かれる。
放課後プレイ3
図書委員で「彼女」と同じ部活の「部長」と、「彼氏」と「オレ」の先輩である「センセ」の日常を描く。
放課後プレイR
「部長」がゲームマスター、「彼氏」「彼女」「先輩」「オレ」がプレイヤーとなり、「部長」自作のテーブルトークRPGをプレイ。単行本の帯には「放課後プレイ初の「本格的」ゲーム4コマ」と謳われている。

## 登場人物
基本的に本名は登場しない。登場人物たちは、相手を名前で呼ぶことが無く、ニックネームで呼ぶことがたまにある程度。

### 放課後プレイ
彼氏
声：寺島拓篤
引きこもり気味のオタク少年。一応学校には通っている。何だかんだ文句は言いつつも「彼女」のことは大好きで仕方がない。ゲーマーではあるが、シリーズものの続編はシステムが似通っているためあまりプレイしない。また、ホラー系のゲームが苦手である。ゲーム機はWii、PS3、PS2、PSP、Xbox 360を所有している。
どちらかというと彼女に振り回される立場であり、彼女の言動にたじろいだりツッコんだりすることが殆ど。
非常に背が低く、「彼女」と比べるとその小ささは顕著になる。蹴りやすい高さにあるのか、頭をよく「彼女」に踏まれたり蹴られたりしている。
「彼女」によく暴力を振るわれているがマゾというわけではなく一応やり返したり「彼女」が彼の友達に委託されて購入したマウスパッド（所謂おっぱいマウスパッド）を勝手に開けた際は珍しく怒りを顕にして説教を行うなど人間的には大人で若干奥手である。物語が後半に進むにつれ、積極的な行動を取るようになっていく。
彼女
声：伊藤静
非常に長い黒髪と、長い足が特徴の少女。また、黒咲の描く女性キャラにはほぼ共通の特徴だが、かなりきつい三白眼をしている。
極度の照れ屋気質とサドっ気を併せ持ち、怒ったり照れたりすると「彼氏」の頭を踏む、蹴るなどの行為に出る。格闘ゲームが好きだがゲーマーの「彼氏」相手には負けることも多く、そうなった場合は負けず嫌いな性格を遺憾なく発揮し、勝ち逃げされるのを嫌って対戦相手のキャラクター変更を認めない。しかし彼の勝負事に手を抜かないという姿勢に対しては高評価な模様。
一方で、本人も自覚しているくらい泣き虫な上に甘え癖があり、一度落ち込むと嫌なことばかりが思い浮かんで一気に泣き出す。このときは彼氏に対してもしおらしくなり、後で自己嫌悪するような行動に出てしまうこともある。恋愛シミュレーションゲームなどのキスシーンを見て恥ずかしがるという純情な一面も持つ。
「彼氏」とは違う学校に通っており「彼氏」の学校のほうが（彼氏の家からは）遠いらしい。

### 放課後プレイ2
オレ
鋸のようにギザギザの歯が特徴的な、漫画研究同好会の部員。「彼氏」の友人でもある。「彼氏」ほどのゲーマーではないが、漫画やプラモデルなどには幅広い知識と経験を持つ。新型購入後に旧型PSPを「先輩」にたった1000円で売ったり、完成させたプラモデルをタダで「先輩」に譲渡したりと金銭面にあまりこだわらない。Xbox 360ユーザーであり、PS3を持っていないことを「彼氏」との会話で明かした。
雑誌に投稿したハガキが紹介されたり、漫画雑誌に読み切り漫画が掲載されたりしていることから絵や構成のスキルは一角のものだと思われるが、本人は「漫画家になる気は微塵も無い」と断言している。
「彼氏」と比べて下ネタに走ったり脱法ギリギリの行為を行う（エミュレータ発言やPSPの購入を部長に勧めた際に「ゲームなら俺がいくらでも……貸してあげますから」と言葉に詰まるなど、明確な描写はないものの違法ダウンロードしたゲームデータを使用する行為を匂わせている）傾向が強く、この点は「先輩」にも良く思われていない。
先輩
漫画研究同好会の部長。眼鏡とそばかすがトレードマーク。胸が薄いことを若干気にしている。授業中にネームを書いたり、部活中も作業に集中すると反応がなくなったりと漫画を描くことがとても好き。「オレ」がゲームやプラモデルを持ち込んでくるとその会話に乗っていくあたり、結構なオタクである。ゲームは腰を据えてじっくりやるもの、というタイプで携帯ゲーム機は好きではないが、「オレ」から安値で買い取って以降はPSPを使用している。恋愛沙汰にはかなり奥手で、自分からそういった話題を振ることが出来ない。

### 放課後プレイ3
センセ
関西弁が特徴の男子学生。放課後プレイ1の「彼女」と同じ学校に通っている。
年下の従妹の家庭教師をしており、従妹からは「センセ」と呼ばれて慕われている。
放課後プレイ1の「彼氏」、放課後プレイ2の「オレ」とは友人であり、麻雀を打つ仲である。「彼氏」「オレ」より年上であり、「オレ」とはバイト仲間として知り合った。「オレ」からは最初同年齢と思われており、そのためタメ口で話されている。「彼氏」からは丁寧語で話しかけられるが、本人はタメ口でいいと言っている。自らを「エロレベルがカンスト（上限でカウントストップ）しとる」と豪語する。
ライトノベルをよく読んでおり、「部長」が図書委員を務める図書室をよく利用する。その際意識せずに男尊女卑的な物言いをしてしまう事があり、その度に「部長」から殴られている。「部長」に好意を持っており、「部長」が受付当番の日を見計らって図書室に足を運んでいた。作中後半に「部長」から好意を告白され、交際を始める。
部長
放課後プレイ1の「彼女」が所属する部活の部長で先輩。かなり高身長で「彼女」よりもさらに頭半分ほど高い。またかなりの巨乳でもある。「彼女」とは仲が良く、登下校の際によく親しく話している。学校の図書委員も務めており、委員権限で自分の好きなジャンルの本を充実させたり、図書当番の名目で部活を、部活の名目で委員会をさぼるなど要領がいい。
恋愛関係にウブな「彼女」をきわどい話題で翻弄してからかったり、「センセ」に鉄拳制裁を課しては恍惚の表情を浮かべたり、後輩の無礼な物言いに対して底知れぬ表情で恐怖と威圧感を与えるなど、真性の女王様気質であるが、一方で自分の恋愛事情についてはとても臆病である。また「センセ」の首を片手で掴んで持ち上げたり、鉄拳制裁の際には一撃でかなりのダメージを与えるなど、同年代の一般的な女子とは桁外れの膂力を有する。
サドっ気が強くはあるが、からかいすぎて「彼女」を不安にさせてしまうと後悔してフォローを入れたり、棚に頭をぶつけた際に「センセ」におでこを撫でられた事に後でほほ笑むなど、歳相応の部分もある。「センセ」に対して好意を寄せており、作中後半で自分の想いを伝えて交際を始めた。

## 書誌情報
- 『放課後プレイ』 アスキー・メディアワークス『電撃4コマ』連載[1]、〈電撃コミックスEX〉、全8巻
  - 『放課後プレイ』 2009年1月30日[2]、ISBN 978-4-04-867564-2
  - 『放課後プレイ 2』 2010年5月27日[3]、ISBN 978-4-04-868640-2
  - 『放課後プレイ 3』 2011年1月27日[4]、ISBN 978-4-04-870205-8
  - 『放課後プレイ R』 2012年3月27日[5]、ISBN 978-4-04-886381-0
  - 『放課後プレイ High Heels』 2013年3月27日[6]、ISBN 978-4-04-891448-2
  - 『放課後プレイ Maniax』 2014年7月26日[7]、ISBN 978-4-04-866588-9
  - 『放課後プレイ High Heels 2』 2015年7月27日[8]、ISBN 978-4-04-865330-5
  - 『放課後プレイ High Heels 3』 2017年3月27日[9]、ISBN 978-4-04-892846-5
- 『制服date』 白泉社『楽園 Le Paradis』連載、既刊4巻
  1. 2019年4月26日[10][11]、ISBN 978-4-592-71149-0
  2. 2021年5月31日[12][13]、ISBN 978-4-592-71187-2
  3. 2023年4月28日[14][15]、ISBN 978-4-592-71221-3
  4. 2024年12月25日[16][17]、ISBN 978-4-592-71250-3

## ドラマCD
2010年3月25日にシリーズ1作目『放課後プレイ』を題材にしたドラマCDがフロンティアワークスから発売された。